# 비목재 임산물

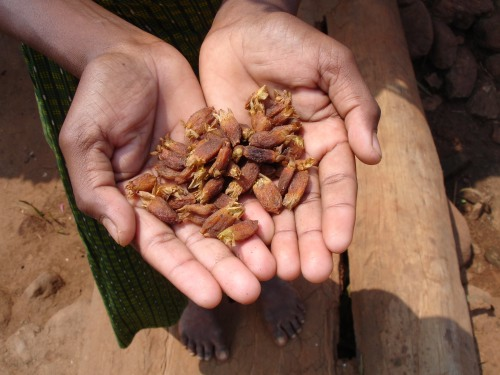
말린 마화(Scaphium macropodum) 꽃

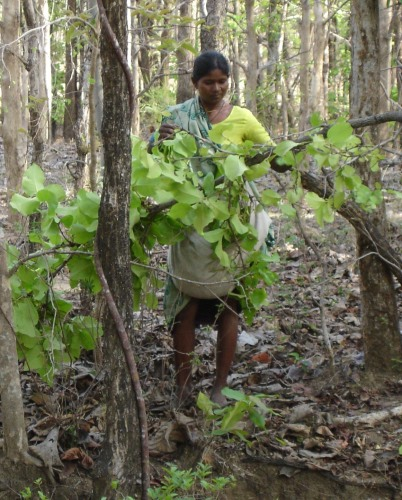
텐두 팟타(Diospyros melanoxylon) 잎 채집

비목재 임산물(Non-timber forest product, NTFP)은 목재 외 숲에서 얻을 수 있는 유용한 음식, 물질, 재료 및 상품이다. 수확은 야생 채집에서부터 재배에 이르기까지 다양하다. 일반적으로 사냥감, 모피, 견과, 씨, 베리, 버섯, 기름, 수액, 잎, 탑핑, 약용식물, 이탄, 도토리, 땔나무, 물고기, 곤충, 향신료, 여물 등이 포함된다. 중복되는 개념으로는 비목재 임산물(NWFP), 야생 임산물, 미성숙 임산물, 특별, 미성숙, 대체 및 이차 임산물 등이 있으며, 자세한 내용은 아래 정의 섹션 참조
NTFP에 대한 연구는 시골 지역 수입 및 시장을 위한 상품으로서, 전통 지식의 표현으로서 또는 시골 가구의 생계 수단으로서, 지속 가능한 삼림경영학 및 보전 전략의 핵심 요소로서, 특히 숲 근처에 사는 사람들의 식단 다양성 향상 및 영양가 있는 식량 제공에 중요한 역할로서 생산될 수 있는 능력에 초점을 맞추어 왔다. 모든 연구는 임산물을 숲 보전을 촉진할 수 있는 귀중한 상품 및 도구로 홍보한다.
NTFP는 특히 지역 주민 및 공동체에게 가치가 있지만, 삼림경영학 우선 순위(예: 목재 생산 및 가축 사료)로 인해 간과된 임산물을 강조한다. 예를 들어, 도시 및 농촌 환경 모두에서 약 24억 명의 사람들이 요리를 위해 목재 기반 에너지를 사용한다. 다양한 공동체가 삼림 NTFP를 수집하고 사용하며, 종종 다양한 소수 공동체나 성 역할이 사용 방법을 결정한다.
최근 수십 년 동안 임업 관행에 대한 대안이나 보충제로 NTFP를 사용하는 것에 대한 관심이 커졌다. 일부 숲 유형에서는 올바른 정치적, 사회적 조건 하에서 NTFP 다양성을 높이기 위해 숲을 관리할 수 있으며, 결과적으로 생물 다양성 및 잠재적으로 경제적 다양성을 높일 수 있다. 지중해 지역에서의 검은 서양송로 재배는 잘 관리될 때 매우 수익성이 높다.

## 정의
다양한 NTFP에는 버섯, 월귤나무, 양치류, 이식물, 씨앗 원뿔, 잣, 견과, 이끼, 메이플 시럽, 코르크, 계피, 고무, 야생 돼지, 기름 및 나뭇진, 인삼 등이 포함된다. 영국의 임업 위원회는 NTFP를 "목재 외 숲에서 발견되는 생물학적 자원"이라고 정의하고 있으며, 스코틀랜드 재조림 프로젝트의 일부인 Forest Harvest는 "전통적인 목재 수확 외 숲에서 제공되는 재료"라고 정의한다. 이러한 정의에는 야생 및 관리되는 사냥감, 물고기, 곤충이 포함된다. NTFP는 일반적으로 화초, 장식용 식물, 약용식물, 식량, 향미 및 향, 섬유, 수액 및 나뭇진 등의 범주로 분류된다.

### 비목재 임산물
비목재 임산물(NWFPs)은 NTFP의 하위 집합으로, 땔나무와 숯을 제외한다. NWFP와 NTFP 모두 야생 식품을 포함한다. 전 세계적으로 약 10억 명의 사람들이 야생 고기, 식용 곤충, 식용 식물 제품, 버섯, 물고기 등 야생 식품에 어느 정도 의존하고 있으며, 이는 종종 핵심 미량 영양소를 다량 함유하고 있다. 전 세계 수백만 가구가 소득을 위해 NWFP에 의존하며, 이들 제품은 지역 경제에 특히 중요할 수 있다. 전 세계적으로 FAO는 2011년에 NWFP가 880억 미국 달러를 창출했다고 추정한다. 개발도상국 인구의 약 80%는 주로 식물 기반의 NWFP를 건강을 위해 사용한다. 영양 자원으로서 산림 식량의 가치는 저소득 및 중소득 국가에만 국한되지 않는다. 유럽 연합(EU)에서 1억 명 이상의 사람들이 정기적으로 야생 식품을 소비한다.
토지 전환, 오염 및 과도한 채취는 전 세계 여러 지역에서 야생종과 채취자들의 삶과 생계를 위협한다. 예를 들어, 5종 중 1종의 약용식물과 향료 식물종이 멸종 위기에 처한 것으로 나타났지만, MAP의 7%만이 IUCN 멸멸위기종 적색 목록(TRAFFIC, 2018)에 대한 평가를 받았다. NWFP에 대한 데이터와 정보는 불완전하지만, 야생에서의 상태, 식량 및 영양 안보에 대한 기여, 공급망 전반의 추적성을 모니터링하는 데 필수적이다.
이러한 유형의 임산물에 대한 다른 분류 또는 이름으로는 야생 임산물, 미성숙 임산물, 특별, 미성숙, 대체 및 이차 임산물 등이 있다. 비목재 임산물(NWFP)이라는 용어는 땔나무나 숯을 포함하지 않는다는 점에서 NTFP와 다르다. NWFP에 대한 용어 논쟁은 수십 년 동안 지속되어 왔지만, 개선된 산림 통계를 위해 다양한 용어와 정의를 분리하려는 노력이 이루어졌다.

## 용도
NTFP의 수확은 전 세계적으로 널리 퍼져 있다. 다양한 사회경제적, 지리적, 문화적 배경을 가진 사람들이 가정의 생계, 문화 및 가족 전통 유지, 영적 충족, 신체적 및 정신 건강, 난방 및 요리, 동물 사육, 토착 의학 및 치료, 과학 학습, 수입 등 다양한 목적으로 NTFP를 수확한다. 수확과 동의어인 다른 용어로는 야생 수공예, 채집, 수집, 사료 채취 등이 있다. NTFP는 대규모 화초 공급업체 및 제약 회사부터 다양한 활동(예: 바구니 제작, 목조 조각, 다양한 약용식물 수확 및 가공)을 중심으로 한 소규모 기업에 이르기까지 다양한 산업의 원자재로 사용된다.
현재 28,000종 이상의 식물 종이 약용으로 기록되어 있으며, 이들 중 상당수는 숲 생태계에서 발견된다. 숲 환경 방문은 인간의 신체적, 정신적 건강에 긍정적인 영향을 미칠 수 있으며, 많은 사람들이 숲과 깊은 영적 관계를 맺고 있다.

## 경제적 중요성
NTFP가 국가 또는 지역 경제에 기여하는 바를 추정하기는 어렵다. 다양한 NTFP 산업을 구성하는 수백 가지 제품의 통합 가치를 추적하는 광범위한 시스템이 부족하기 때문이다. 이에 대한 예외는 메이플 시럽 산업으로, 2002년 미국에서만 1.4백만 미국 갤런 (5,300 m3)에 해당하는 3830만 미국 달러의 수익을 올렸다. 미국과 같은 온대림에서는 송이와 같은 야생 식용 버섯, 인삼과 같은 약용식물, 살랄 및 검용 양치류와 같은 화초가 수백만 달러 규모의 산업을 형성한다. 문서화된 무역 데이터가 있는 다른 제품으로는 브라질너트, 대나무, 꿀, 밤, 아라비아검 등이 있다. 이러한 고가종이 가장 많은 관심을 끌 수 있지만, 전 세계 대부분의 숲에서는 다양한 NTFP가 발견되며, 이들 중 상당수는 공식 통계에 나타나지 않는다.
예를 들어, 열대 우림에서는 NTFP가 농업 및 기타 활동을 보충할 수 있는 중요한 소득원이 될 수 있다. 페루 아마존 우림의 가치 분석 결과, NTFP 이용이 동일 면적의 목재 수확보다 헥타르당 더 높은 순수입을 가져올 수 있으며, 중요한 생태 서비스를 보존할 수 있다는 것을 발견했다. NTFP의 경제적, 문화적, 생태적 가치를 종합적으로 고려할 때, NTFP 관리는 지속 가능한 삼림경영학 및 생물 및 문화적 다양성 보존의 중요한 구성 요소가 된다.

## 사람들에게 미치는 영향

### 성별 차이
남성과 여성 모두 NWFP 수집 및 판매에 참여하며, 다른 제품에 대한 다른 지식을 가지고 있지만, 여성은 가구의 영양을 보충하기 위해 산림 식량을 수집하는 경향이 있으며, 이는 가구/공동체의 영양에 중요한 파급 효과를 가져온다. 농촌 용도로 땔나무를 시간제(무급)로 수집하는 데 있어 여성은 전체 노동력의 거의 80%를 차지하며, 아프리카와 라틴 아메리카 및 카리브해 지역에서는 이보다 훨씬 더 높은 비율을 차지한다.

### 소수 민족 공동체에서
베트남, 미얀마, 라오스의 소수 민족은 주류 정착지에서 떨어져 산다. 산악 부족과 다른 많은 소수 민족 그룹은 수세기 동안 숲과 밀접하게 관련되어 있다. 가구 생계의 대부분과 소득의 일부는 다양한 NTFP 제품 판매에서 발생한다. 베트남 고원 지대에서는 NTFP 생산이 거의 연중 내내 이루어지므로 소수 민족에게 지속적인 수입을 제공한다. 6월부터 8월까지는 우오이(Scaphium macropodium)라는 야생 베리를 채집하는 시기이며, 이는 가구 소득의 대부분을 차지한다. 이 기간 동안 각 가정은 정기적으로 여러 명을 숲으로 보내 2~3일 동안 머물면서 5~6kg의 베리를 채집한다. 건조 베리 1kg(2~3일 햇볕 건조)은 1.50달러에 판매된다. 다음으로 죽순, 버섯, 채소 채집이 2월까지 이어진다. 사빠 지역의 소수 민족은 주로 다양한 NTFP에 의존하여 생계를 유지한다. 수집되는 제품 중에는 과일, 베리, 잎, 버섯, 물고기, 야생 꿀벌, 죽순, 야생 난초 등이 있다. 금요일 시장은 이러한 사람들이 국내외 관광객에게 판매하기 위해 내놓은 난초 및 기타 야생 식물로 가득하다. 총 가구 소득의 10~15%는 NTFP 판매에서 나온다. 가족 식단에 잎을 수확하는 것은 연중 내내 이루어지며, 특정 월에 다른 종을 쉽게 구할 수 있다. 숲 지역의 물은 이러한 사람들의 생계에 유용한 또 다른 서비스이다. 그들은 시냇물에 소수력 발전소를 설치하여 곡물과 씨앗을 빻고 조명에도 필요한 전력을 생산한다.
스리랑카의 건조 지역에서는 카레 잎을 상인에게 판매하기 위해 수확하는 것이 중요한 수입원이다. 벨벳 타마린드(Dialium ovoideum)를 수확하는 것은 시골 사람들에게 중요한 수입원이다. 이 나라고유종인 이 나무는 특정 월에 매우 인기 있는 과일을 생산한다. 이 두 제품 판매로 인한 수익은 시골 사람들의 가구 소득에 중요한 추가 수입원이다.

## 연구
NTFP에 대한 연구는 세 가지 관점에 초점을 맞춰왔다: 농촌 소득과 시장에 초점을 맞춘 상품으로서의 NTFP, 전통 지식의 표현으로서 또는 농촌 가구의 생계 수단으로서, 마지막으로 지속 가능한 삼림경영학 및 보전 전략의 핵심 구성 요소로서. 이러한 관점은 임산물을 귀중한 상품이자 숲 보전을 촉진할 수 있는 중요한 도구로 홍보한다. 어떤 맥락에서는 NTFP를 채집하고 사용하는 것이 빈곤 완화와 지역 발전의 메커니즘이 될 수 있다.

## 같이 보기
- 바이오제품
- 민족식물학
- LULUCF에서의 대응책
- 아마존 우림의 에코투어리즘
- 농촌 수공예
- 폐기물 자원화

### 추가 자료
- Delang, Claudio O. 2006. The Role of Wild Food Plants in Poverty Alleviation and Biodiversity Conservation in Tropical Countries. Progress in Development Studies 6(4): 275-286
- Emery, Marla and Rebecca J. McLain; (editors). 2001. Non-Timber Forest Products: Medicinal Herbs, Fungi, Edible Fruits and Nuts, and Other Natural Products from the Forest. Food Products Press: 빙엄턴.
- Guillen, Abraham; Laird, Sarah A.; Shanley, Patricia; Pierce, Alan R. (editors). 2002. Tapping the Green Market: Certification and Management of Non-Timber Forest Products. Earthscan
- Jones, Eric T. Rebecca J. McLain, and James Weigand. eds. 2002. Non Timber Forest Products in the United States. Lawrence: 캔자스 대학교 출판부.
- Mohammed, Gina H. 2011. The Canadian NTFP Business Companion: Ideas, Techniques and Resources for Small Businesses in Non-Timber Forest Products & Services. Candlenut Books: 수세인트마리, 온타리오